# 小奥芬塞特-施帕里斯霍普
小奥芬塞特-施帕里斯霍普（德語：Klein Offenseth-Sparrieshoop）是德国石勒苏益格－荷尔斯泰因州的一个市镇。总面积16.92平方公里，总人口2940人，其中男性1486人，女性1454人（2011年12月31日），人口密度174人/平方公里。